# فاديم ميلنيك
فاديم ميلنيك (بالروسية: Вадим Мельник)‏ هو لاعب كرة قدم بيلاروسي في مركز الوسط، ولد في 28 يناير 2001 في مينسك في بيلاروس. لعب مع FC Isloch Minsk Raion ‏.

## وصلات خارجية
- فاديم ميلنيك على موقع قاعدة بيانات كرة القدم.إي يو (الإنجليزية)
- فاديم ميلنيك على موقع Soccerway.com (الإنجليزية)